# Tjeckiens regioner

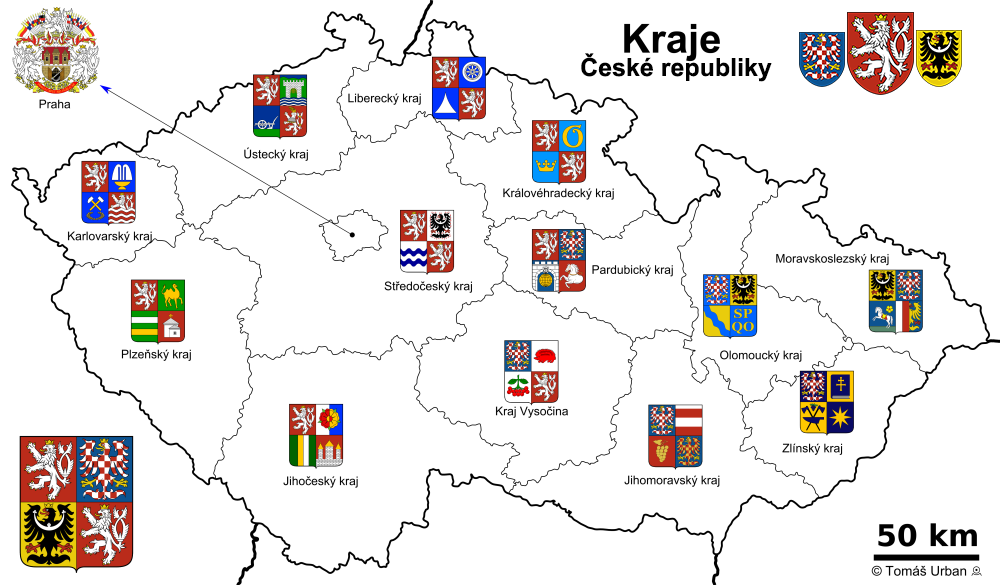
Tjeckiens regioner

Tjeckien är sedan 1 januari 2001 uppdelat i 13 regioner (tjeckiska: kraje, singularis kraj) och en huvudstad (hlavní město).

## Tjeckiens regioner
|   | Region           | Huvudstad        | Folkmängd | Yta (km²) | Befolkningstäthet (inv./km²) | BNP (CZK) | BNP/capita |
| - | ---------------- | ---------------- | --------- | --------- | ---------------------------- | --------- | ---------- |
| A | Prag (huvudstad) | Prag             | 1 170 571 | 496       | 2 360                        | 637 704   | 547 096    |
| S | Mellersta Böhmen | Prag             | 1 144 071 | 11 015    | 104                          | 288 888   | 253 912    |
| C | Södra Böhmen     | České Budějovice | 625 712   | 10 057    | 62                           | 150 970   | 251 106    |
| P | Plzeň            | Plzeň            | 549 618   | 7 561     | 73                           | 137 911   | 216 639    |
| K | Karlovy Vary     | Karlovy Vary     | 304 588   | 3 315     | 92                           | 65 789    | 216 639    |
| U | Ústí nad Labem   | Ústí nad Labem   | 822 133   | 5 335     | 154                          | 188 041   | 229 146    |
| L | Liberic          | Liberec          | 427 563   | 3 163     | 135                          | 94 451    | 229 146    |
| H | Hradec Králové   | Hradec Králové   | 547 296   | 4 758     | 115                          | 133 767   | 244 549    |
| E | Pardubice        | Pardubice        | 505 285   | 4 519     | 112                          | 116 639   | 230 880    |
| M | Olomouc          | Olomouc          | 635 126   | 5 159     | 123                          | 134 376   | 211 467    |
| T | Mähren-Schlesien | Ostrava          | 1 257 554 | 5 535     | 227                          | 280 210   | 222 638    |
| B | Södra Mähren     | Brno             | 1 123 201 | 7 067     | 159                          | 285 855   | 254 684    |
| Z | Zlín             | Zlín             | 590 706   | 3 964     | 149                          | 131 789   | 222 885    |
| J | Vysočina         | Jihlava          | 517 153   | 6 926     | 75                           | 121 318   | 234 530    |

| CZ | Tjeckien | Prag | 10 220 577 | 78 868 | 130 | 2 767 717 | 271 161 |

### Regionernas vapen

Prag
Mellersta Böhmen
Södra Böhmen
Plzeň
Karlovy Vary
Ústí nad Labem
Liberec
Hradec Králové
Pardubice
Vysočina
Södra Mähren
Olomouc
Zlín
Mähren-Schlesien